# 阿根廷西北地區

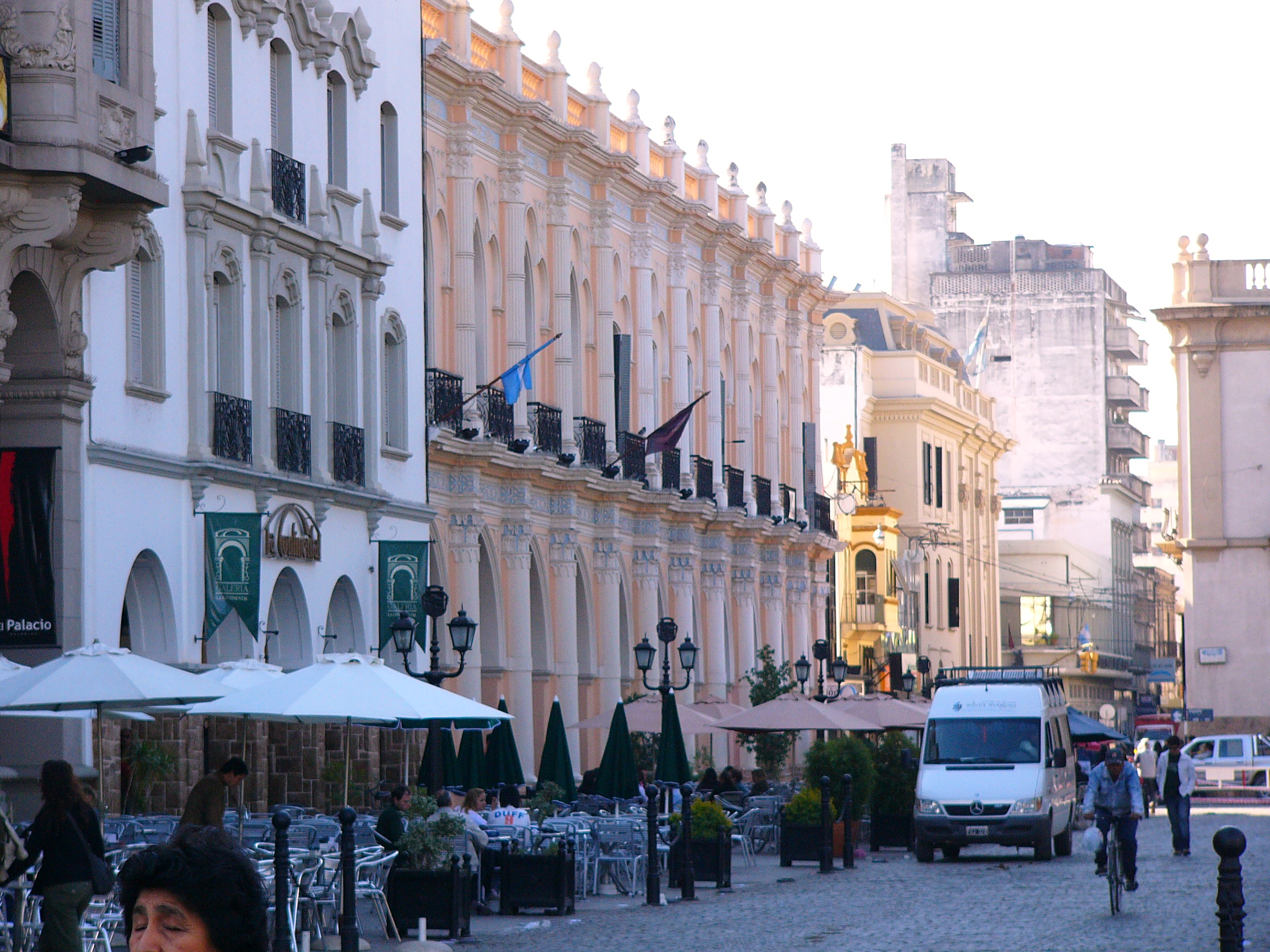
萨尔塔

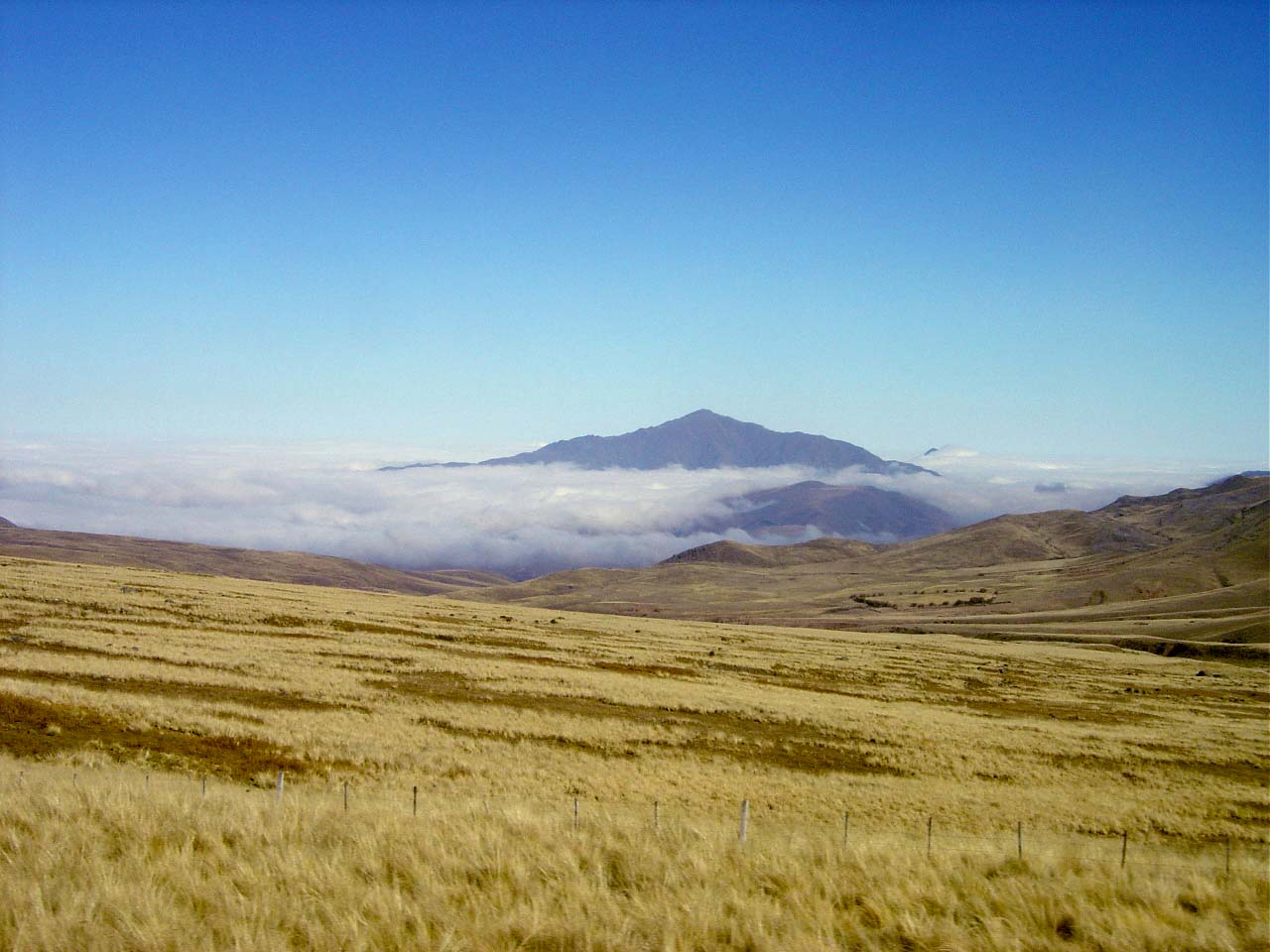

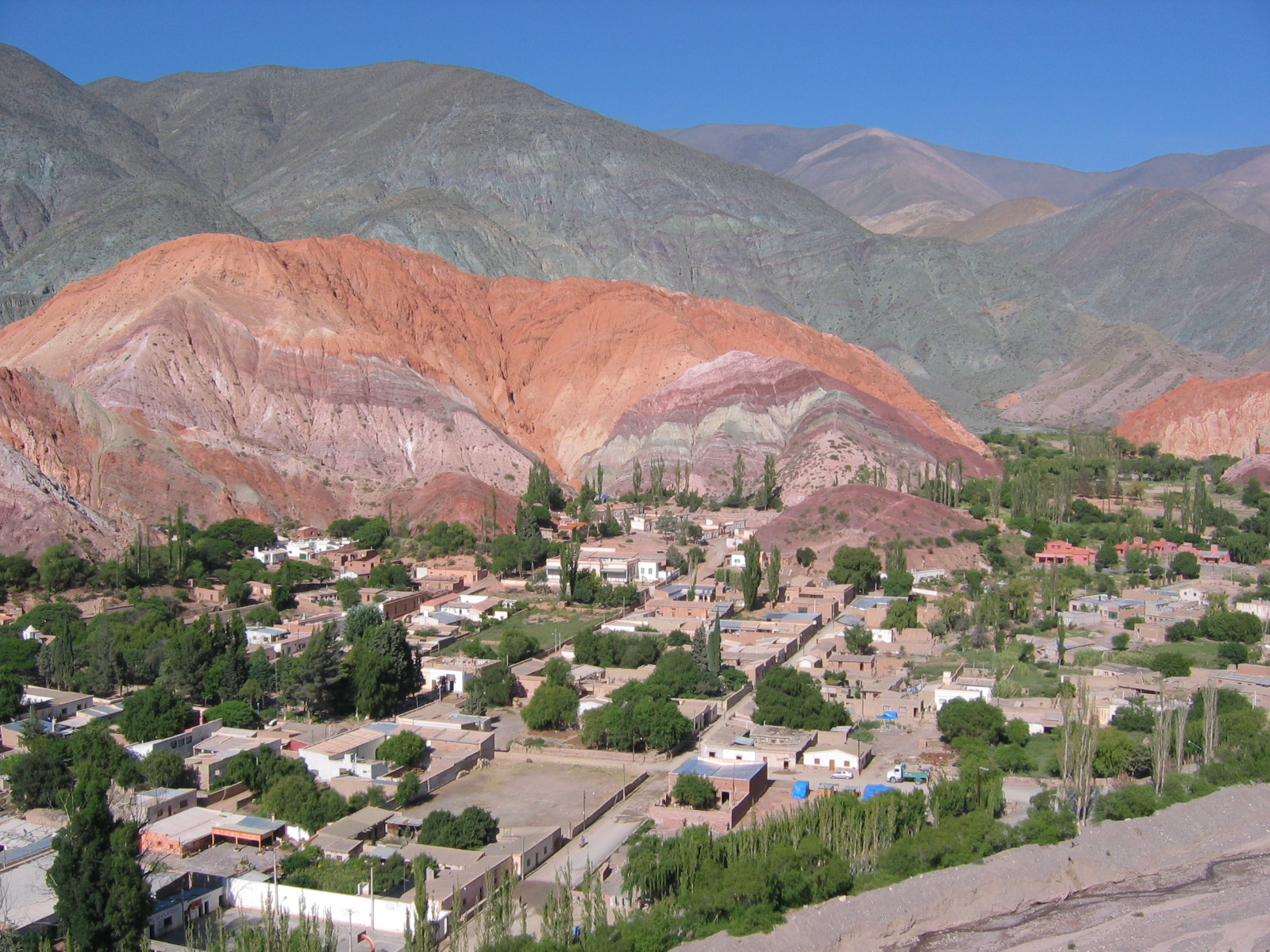

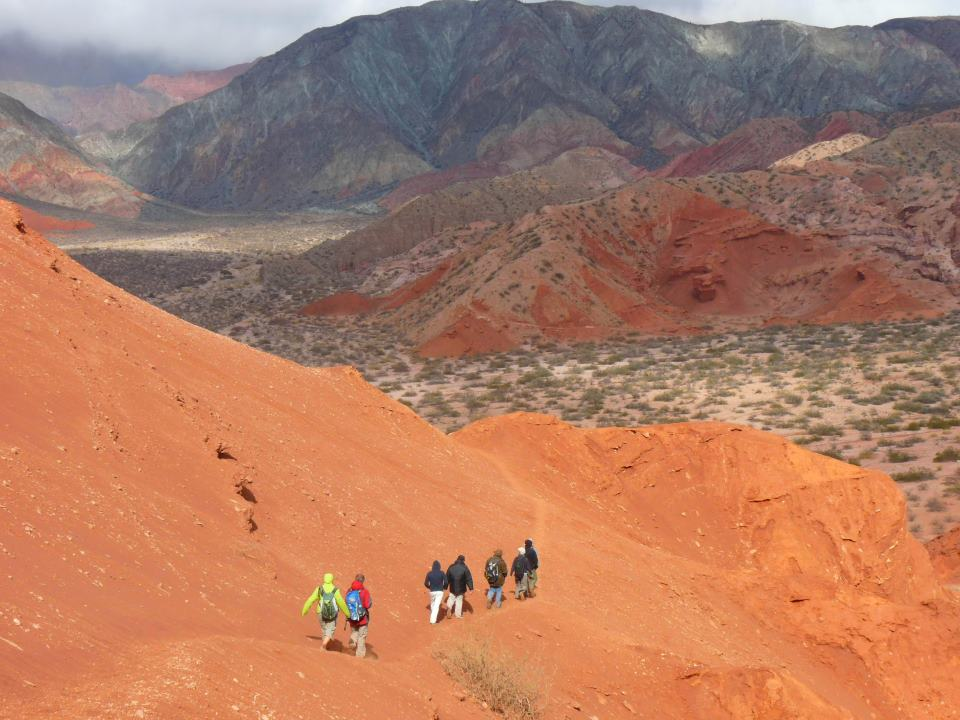

阿根廷西北地區是阿根廷的地區，由卡塔馬卡省、胡胡伊省、薩爾塔省、聖地亞哥－德爾埃斯特羅省和圖庫曼省組成，居民主要從事農業、畜牧業和採礦業。

## 外部連結
- The Andean northwest
- Argentine Northwest (Spanish)
- Map with routes
- Monografias.com:Argentine Northwest （页面存档备份，存于） (Spanish)
- Argentine Northwest art （页面存档备份，存于） (Spanish)